# Učka

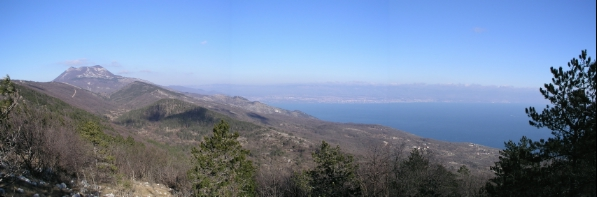

Učka (Italiaans: Monte Maggiore) is een gebergte in Kroatië. De berg Vojak is met zijn 1401 meter de hoogste berg op het schiereiland Istrië.
De plaats Opatija (Italiaans: Abbazia) werd een populair vakantieoord tijdens de Habsburgse overheersing. Volgens de legende was dit omdat het in de schaduw van de Učka ligt, wat het stadje tijdens de zomer beschermt tegen de mediteriaanse hitte.